# Santana do Jacaré
Santana do Jacaré is een gemeente in de Braziliaanse deelstaat Minas Gerais. De gemeente telt 4.716 inwoners (schatting 2009).

## Aangrenzende gemeenten
De gemeente grenst aan Campo Belo, Cana Verde, Candeias, Santo Antônio do Amparo, São Francisco de Paula en Perdões.